# Roger Carr

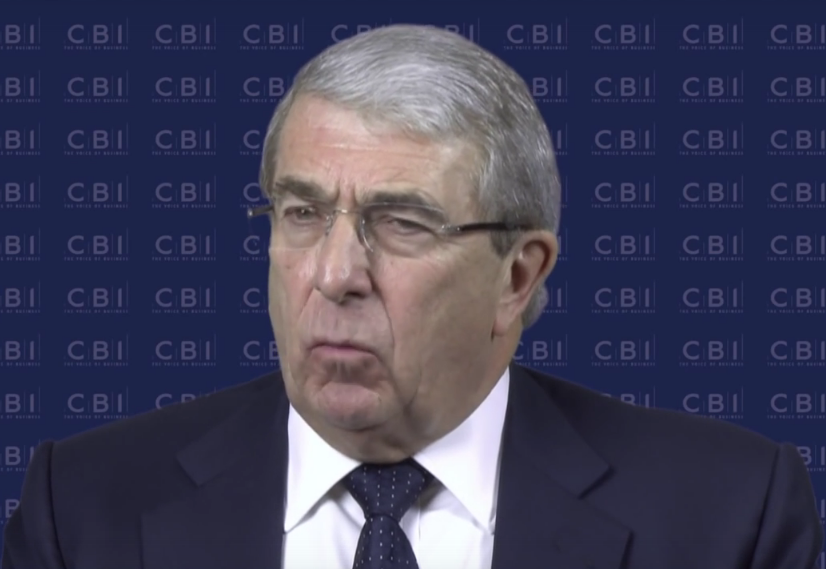
Sir Roger Carr, 2011.

Roger Martyn Carr, född 22 december 1946, är en brittisk företagsledare som är styrelseordförande för den globala vapentillverkaren BAE Systems plc sedan den 1 februari 2014. Han har tidigare varit det för bland annat Centrica plc, Cadbury plc, Mitchells & Butlers plc, Chubb Locks och Thames Water Utilities Ltd. Carr var också vice styrelseordförande och ledamot i styrelserna för den brittiska centralbanken Bank of England och stiftelsen BBC Trust som styrde den brittiska public service-företaget British Broadcasting Corporation (BBC) mellan 2007 och 2017.
Han avlade en kandidatexamen för den brittiska varianten av ekonomiprogrammet vid Nottingham Trent University.